# Sociologie rodiny
Sociologie rodiny je dílčí obor sociologie, ve kterém vědci a akademici hodnotí strukturu rodiny jako sociální instituci a jednotku socializace z různých sociologických perspektiv. Obvykle je náplní výuky všeobecného terciárního vzdělávání, protože je to zpravidla ilustrativní příklad vzorovaných sociálních vztahů a skupinové dynamiky.
Zájem o rodinu lze pozorovat od vzniku společnosti. Určitou koncepci rodiny obsahuje většina náboženství, v nejstarší písemné kultuře existovaly více nebo méně ucelené systémy přístupů k rodině, názorům na ni či normám, na nichž je postavena. Rodina však, jakožto hlavní předmět sociologie rodiny, nemá obecně uznávanou, univerzální definici.

## Klasické teorie rodiny
První klasické teorie rodiny vznikly v 19. století. Zformulovaly se dva hlavní myšlenkové proudy, a to institucionální historicko-právní škola a sociální kritikové a reformátoři.

### Historicko-právní škola
Tato škola se zabývala měšťanskými rodinami, které tvořily střední a vyšší třídu tehdejší společnosti. Provedli institucionální výzkum rodiny, který se zabýval především právními normami vztaženými k rodinnému životu. Předpokladem autorů bylo, že zkoumané normy mají vliv nejen na rodinné, manželské, rodičovské, sexuální a příbuzenské chování, ale zároveň i na povinnosti a role v celé společnosti. Základem pro autory institucionálního výzkumu rodiny bylo vědecké srovnání manželského, rodinného, vlastnického a dědického práva. Skrze právní normy analyzovali formy manželství a rodiny.
Nejvýraznějším představitelem historicko-právní školy byl Henry James Sumner Maine. Byl profesorem občanského práva na Cambridge a vysoký správní úředník v Indii. Porovnal právně-historické prameny z antického Říma a právních systémů ostatních starých kultur a evropských společenství včetně Evropy 19. století. Zaobíral se římským a indoevropským právem, která zdůrazňují patriarchální rysy těchto kultur. Ustanovil statusové a smluvní právo. V předindustriální, primitivní společnosti převažuje statusové právo. Primitivní společnost se skládá z velkorodin a příslušnost k ní určuje status jejích členů. Jedinec nemá ve statusovém právu právní subjektivitu a veškeré sociální možnosti jednotlivce závisí na sociálním statutu rodiny. V industriální společnosti převažuje spíše smluvní právo. Příbuzenská rodina se rozpadá a přichází o své funkce. Hlavní pozornost je věnována jedinci, který se stal nositelem rolí i právních závazků.

### Sociální kritikové a reformátoři
Sociální reformátoři zkoumali rodiny nižších vrstev společnosti ohrožené dynamickým sociálním vývojem, který způsobila průmyslová revoluce. Zabývali se zejména "čtvrtým stavem", který tvořil průmyslový proletariát. Konzervativní proud měl za vzor zidealizovanou patriarchální venkovskou velkorodinu. Snažili se navrátit rodině patriarchální jistotu, které chtěli dosáhnout ochranou před vládnoucími poměry. Socialistický i konzervativní směr prováděl empirické výzkumy, ve kterých ale docházely ke zcela rozdílným závěrům. 
Velký vliv měli radikální socialisté. Mezi nejznámější patří Bedřich Engels, Karel Marx a August Bebel. Fascinovala je vize revoluce, která měla svrhnout kapitalismus a umožnit změnu rodiny. Významným dílem byla kniha Augusta Bebela z roku 1879 Žena a socialismus (Die Frau und der Sozialismus). Ve svém díle pojednává o ženě, která byla otrokyní otroka v proletářské rodině a osvobodila se svržením kapitalistického řádu. Kniha byla přeložena do různých jazyků a stala se klíčovým dílem pro socialistický proud feministického hnutí.

## 3 hlavní proudy podle Bernarda Fabera
Přední sociolog rodiny a příbuzenství B. Faber rozděluje sociologii rodiny na 3 hlavní proudy:

### Univerzálně funkcionální proud
V tomto proudu se objevuje několik tezí a tvrzení různých myslitelů.
G. P. Murdock pojednává o základních funkcí rodiny, jako jsou funkce sexuální, reprodukční, ekonomické a výchovné.
Ze studie Morrise Zeldticha vyplývá, že hlavní rolí otce, krom té sexuální je role ekonomická a žena má sociálně emotivní roli v rodině.
Nakonec T. Parsons pojednával o ztrátě kvality rodinného života. Podle něj v moderní společnosti rodina předává své funkce jiným institucím.

### Strukturální přístup
Tento přístup spojuje role s určitým statusem. Jisté role mohou mít v některých společnostech velký význam a autoritu mezitím, co v nějakých minimální či žádnou.

### Internacionální přístup
Tento přístup se zaměřuje na vztahy mezi členy v rodině. Sleduje role, statusy a funkce a také jejích kombinaci a následné důsledky.  

## Sociologie manželství
V roce 2019 je židovsko-křesťanské pojetí manželství bráno podle vzoru Adama a Evy, tedy celoživotního závazku mezi mužem a ženou. Pár žijící v manželském svazku plodí děti, čímž ustanovuje tzv. nukleární rodinu. Někteří sociologové nyní rozporují, zda takovýto idealizovaný svazek skutečně odráží reálnou strukturu rodiny v moderní společnosti. Například ve článku The American Family and the Nostalgia Trap socioložka Stephanie Coontz poprvé vznesla předpoklad, že rodina v Americe byla vždy definována především svými ekonomickými potřebami. Například v dobách kolonialismu rodina v otázkách finančního zabezpečení často spoléhala na práci otroků či smluvních služebníků. Současný model chlebodárce a pečovatele o domácnost má tedy podle ní jen malý historický význam. Tento mýtus šťastného rodinného jádra se skutečně objevil až v padesátých letech dvacátého století.
Přesto Stephanie Coontz argumentuje tím, že ve dvacátém století se manželství ve Spojených státech stávají méně stabilními, jelikož se jedinci rozhodli vyhledávat vztahy za účelem lásky a porozumění, spíše než ze společenských a ekonomických důvodů. Tento přechod maže rozdíly mezi funkcemi v tradičním rozdělení na chlebodárce a pečovatele o domácnost. Třeba údržba domácnosti a péče o děti, nazývána někdy “druhou směnou” je nyní předmětem debaty uvnitř manželského páru. Socioložka Arlie Russel Hochschild ve spisu The Second Shift ("Druhá Směna") píše, že navzdory změnám v pohledu na význam manželství a jeho ekonomické opodstatnění se ženy nadále starají o značnou část pečovatelské práce v amerických rodinách. Znázorňuje také způsoby, jakými takovéto nerovné dělení domácí práce narušuje blaho rodinného soužití snižováním partnerské rovnosti a tím i spokojenosti.
Rodina a manželství se staly oblastmi, ve kterých je pohlaví klíčovým faktorem. Nicméně je důležité zmínit, že na rozdílné pohlavní role v manželství bylo také často nahlíženo jako na pouhé “osobní spory zbavené politického významu redukováním společenských nerovností na pouhou odlišnost”.

### Trh manželství: rozhodování, kdo si vezme koho
Existuje mnoho teoretických modelů, kterými lze popsat, jak se lidé rozhodují s kým uzavřít sňatek. Důležitým pohlavně zaměřeným přístupem je intersekcionální přístup kombinující míru vzdělání a pohlaví jedince. Muži a ženy operují na “trhu manželství”, který je ovlivňován několika soupeřícími faktory. Jedním z nejvíce rozhodujících faktorů je úroveň vzdělání. Studie ukázaly, že muži a ženy tíhnou ke sňatkům s partnery, již dosáhli podobné úrovně vzdělání, jako oni sami. Ve studii od Bruze, Svarera a Weisse je nízké vzdělání definováno jako středoškolské vzdělání a nižší, střední vzdělání je vnímáno jako profesní vyučení a vysoké vzdělání je definováno jako vzdělání univerzitní. Manželské sňatky závisí na očekávání dvou lidí a vznikají a zanikají na těchto očekáváních. Následkem jsou jednotlivci začleněni do “trhu manželství” v závislosti na jejich dosaženém vzdělání. Nejvýznačnějším trendem v oblasti manželství je jev, při kterém jsou muži s nízkým vzděláním vyčleněni z trhu manželství a zůstávají nezadaní. Tento proces je motivován zvýšenou mírou rozvodů v manželstvích, kde buď oba, nebo pouze muž, dosáhli pouze nízkého vzdělání, zatímco v párech s vyšším vzděláním muže nebo obou jsou rozvody méně časté. Nejčastěji vstupují do manželského svazku mladé ženy se střední mírou dosaženého vzdělání. Vysoce vzdělaní muži mají tendenci brát si vysoce vzdělané ženy. Navíc mají muži a ženy, již dosáhli vysokého vzdělání, tendenci vstupovat do sňatku v pozdějším věku než zbytek populace. Tento trend pouze posiluje s dosaženým věkem jedince, poměr mužů s vysokým vzděláním, kteří si vezmou ženu s vysokým vzděláním, dosahuje ve 46. roce života až 64%.
Dalším důležitým intersekcionálním faktorem, který je potřeba vzít v potaz ve vztahu k pohlaví a manželství, je trh manželství. Trh manželství nám říká, jak ekonomika určuje, kdo do manželství vstoupí, čí svazek přetrvá a jaký mají tyto jevy význam pro příští generace rodičů a pracujících. Analýza trhů manželství a toho, jak se manželství týkají má několik výhod. Zaprvé podmínky trhu manželství jsou silami, jež ovlivňují manželství zvenčí, mimo vliv jednotlivých aktérů. To znamená, že mají vliv na obecné trendy rozhodování v manželstvích. Jinými slovy, individuální okolnosti způsobují lidská rozhodnutí, která se mohou přímo vztahovat k jejich osobní situaci, zatímco trhy manželství ovlivňují rozhodování všech lidí na všeobecné úrovni, což znamená, že stálý příjem a zaměstnání jsou podkladem pro stabilní manželství. Stabilita zaměstnání navíc prospívá stejnou mírou zaměstnavatelům skrze zvýšenou produktivitu i rodinám skrze vyšší soudržnost. Zadruhé může trh manželství reflektovat i mnoho ekonomických vlivů. Empirické výzkumy indikují, že finanční stabilita je důležitým předpokladem pro manželství. Ve slabých trzích manželství (tam, kde je nízká zaměstnanost) mohou páry, jež o manželství uvažují, svůj sňatek odkládat z finančních důvodů nebo kvůli nezaměstnanosti. Stejně tak i páry, jež v manželském svazku žijí, mohou čelit pochybnostem o budoucí ekonomické situaci sebe a svých partnerů, což může přinést do manželství nestabilitu. Naopak silné ekonomické podmínky mohou posílit finanční situaci obou partnerů, dopomoci k uzavření sňatku či jeho zajištění. Tedy pokud je nezaměstnanost nízká, činí to možnost manželství více atraktivní pro nesezdané páry a jednotlivce, než ve špatné ekonomické situaci.

### Průsečík třídy a pohlaví
Společenská třída spolu s pohlavím jedince ovlivňují dynamiku mezi mužem a ženou v manželství, obzvláště s přihlédnutím k “časové flexibilitě v zaměstnání a v domácnosti”. Výzkumy potvrzují, že třídně zvýhodnění muži a ženy používají své privilegium, a flexibilitu, jež poskytuje, způsobem upevňujícím tradiční role pohlaví. Naopak muži a ženy nemající přístup k této flexibilitě jsou okolnostmi přinuceni rezignovat na tradiční rozdělení pohlaví ve vztahu k manželství, rodině a zaměstnání. Gertsel a Clawson sepsali studii, ve které sbírali data ze čtyř skupin pracovníků ve zdravotnictví. První dvě byly skupiny doktorů/doktorek a zdravotních sester. První zmíněná skupina byla převážně tvořena muži, zatímco druhá byla převážně tvořena ženami. Tyto skupiny měly velký výběr ohledně pracovní doby a možnosti prosadit pracovní podmínky ohleduplné k rodině. Druhé dvě skupiny byly praktické sestry (zdravotnické asistentky) a sanitáři. Tyto skupiny byly třídně znevýhodněny a měly méně možností přizpůsobit své zaměstnání rodinnému životu. Obzvláště ženy potřebují přizpůsobit svou pracovní dobu, aby mohly vyhovět požadavkům, které na ně klade manželství a rodina, jelikož tradiční pohlavní role určují ženu jakožto primárního pečovatele o domácnost. Výsledky této studie ukazují, že třída, kombinovaná s pohlavím, ovlivňuje schopnost mužů a žen získat a udržet časovou flexibilitu.
Pohlaví navíc určuje, nakolik je od jedince flexibilita vyžadována. Ve zvýhodněných profesích mohou ženy i muži získat časovou flexibilitu, kterou požadují. Ženy a muži nakládají s touto možností rozdílným způsobem. Ženy si snižují placenou pracovní dobu na úkor rodiny a domácích prací. Na druhou stranu, u mužů je nižší pravděpodobnost, že obětují čas strávený v práci na úkor rodiny. Tráví tedy méně času doma a více času v práci. Celkově vzato, muži i ženy pracující ve zvýhodněných podmínkách používají možnost časové flexibility k tomu, aby posilovaly tradiční role pohlaví.
Znevýhodnění muži a ženy nemají stejné časové možnosti, a tak se nemohou rozhodnout, kdo kolik času v zaměstnání stráví. Čelí striktnějším podmínkám v oblasti pracovní doby, a tedy nemohou provést volbu mezi zaměstnáním a rodinou. Například, pokud znevýhodněná žena chce strávit v zaměstnání méně času a více času se svými dětmi nebo v domácnosti, okolnosti spojené s pracovní dobou jí to neumožní. Tím pádem třídní znevýhodněnost ztíží oběma pohlavím možnost vyhovět tradičním pohlavním stereotypům.

### Pohlaví a rovnováha mezi rodinou a zaměstnáním v manželství
Výzkumy ukazují, že existují tři hlavní faktory, jež určují jak muži a ženy nahlíží na rovnováhu mezi rodinou a zaměstnáním v manželství. Jsou to: pracovní charakteristiky, rodinné charakteristiky a přelévání mezi prací a rodinou. Pracovní charakteristiky determinují svobodu pracujícího vyvažovat několik manželských požadavků a povinností. Jak předvedli Gretel a Clawson, povolání na vyšší úrovni jsou častěji více vyhovující rodinnému životu než povolání nižší úrovně. Navíc počet odpracovaných hodin, a přelití práce do rodinného života jsou největším ukazatelem nerovnováhy v manželském soužití. Keene a Quadango objevili větší pravděpodobnost viditelné nerovnováhy tehdy, kdy pracovní povinnosti přinutí muže nebo ženu zameškat rodinnou událost nebo zanedbávat údržbu domácnosti. 
Jejich dodatečný výzkum navíc ukazuje, že pohlavní stereotypy, říkající mužům, aby dávali přednost zaměstnání, a ženám, aby dávaly přednost rodině, již neexistují. Nicméně stále přetrvává nespravedlivé dělení práce mezi mužem a ženou v domácnosti. Teoretický přístup k vysvětlení tohoto konceptu je přístup “podobnosti pohlaví”, který “předpovídá, že sbližování pracovních a rodinných požadavků mužů a žen by mělo vést ke sbližování postojů k práci a rodinným povinnostem a pocitu rovnováhy mezi prací a rodinou“. Naopak přístup “rozdílnosti pohlaví” předpokládá, že “zůstávají zásadní rozdíly mezi muži a ženami, přičemž rodina je stále primárně definována jako ženská doména a zaměstnání jako doména mužů”. Pro obě teorie existují prokazatelné důkazy. Některé výzkumy podporují sbližování pracovních zkušeností mužů a žen: muži i ženy provádějí změny v manželství a osobním životě, aby splnily očekávání zaměstnavatele, a zároveň provádějí úpravy v zaměstnání, aby se staraly o své manželské a rodinné povinnosti. Analýza z výše uvedené studie však podporuje model pohlavních rozdílů. Rozdíly pohlaví existují v rozdělení práce v domácnosti, kdy muži pracují více hodin v zaměstnání a ženy tráví více času v oblasti péče o děti a domácí práce.

## Rozvod

### Trend rozvodovosti a její vývoj
Rozvodovost v České republice je nebývale vysoká a její míra stoupá od počátku zavedení spolehlivější statistické evidence. Tento trend si udržoval od padesátých let 20. století vzestupnou tendenci až do druhého desetiletí 21. století, kdy počet rozvodů klesá. V Česku bylo v roce 2018 ukončeno rozvodem 24 313 manželství, což je nejméně od roku 2000. Převažují rozvody zahájené na základě společného návrhu obou manželů na rozvod a rozvody rodin s nezletilými dětmi. Průměrná délka trvání manželství při rozvodu má více než dvě desetiletí rostoucí tendenci, manželství rozvedené v roce 2018 bylo ukončeno v průměru po 13,4 letech trvání.
Česká populace, konktrétně rozvedené páry následují vzor rozvodového chování, který je typický pro zbytek Evropy. Tento trend není pouze evropskou záležitostí, ale je typickým jevem i prakticky v celé západní civilizaci. V bližším mezinárodním srovnání je rozvodová intenzita v České republice nejvíce podobná zemím Skandinávského poloostrova, Rusku a Pobaltským státům. Naprosto opačná čísla vykazuje, v rámci srovnání rozvodové intenzity zemí Západního světa, Španělsko následované Itálií. Ovšem při porovnání rozvodové intenzity v mezinárodním měřítku je třeba zohlednit fakt, že každý stát má svou vlastní rozvodovou legislativu, k jejíž úpravě došlo v rozdílných letech. V Itálii byl rozvod uzákoněn v roce 1970, ve Španělsku pak vstoupil rozvod v platnost o jedenáct let později, v roce 1981.

## Alternativní rodinné formy
Podle nejnovější analýzy provedené na základě průzkumů v roce 2004 žije celkem 7 z 10 dětí se dvěma rodiči, asi dvě třetiny žijí se dvěma vdanými rodiči a asi 6 z 10 dětí žije s oběma biologickými rodiči. 

### Osamělé rodičovství
Dítě vychovává pouze jeden rodič (je čtyřikrát více pravděpodobnější, že dítě vychovává matka), díky rozvodem rozpadlé rodině či úmrtí jednoho z  rodičů. Často se mohou objevovat finanční nebo výchovné problémy. 

### Komuny
Doslovné přeložení z latiny znamená velké shromáždění lidí sdílejících společný život. V této situaci jsou to rodiny složené z několika dospělých a jejich dětí, většinou založeny na náboženském či ekonomickém základu.  

### Homoparentalita
Rodičovství dvou leseb či gayů. V historii velmi kritizováno. 

## Čeští myslitelé
Osobnosti, které ovlivnili sociologii rodiny:
- T. G. Masaryk

- Ivo Možný

- Emanuel Rádl

- Arnošt I. Bláha

- Otakar Machotka

## Zahraniční myslitelé
O Sociologii rodiny se začali myslitelé nejvíce zajímat v 50. letech 20. století při rozvoji strukturálního funkcionalismu.
Hlavní tři myslitelé v tomto směru, kteří přispěli do sociologie rodiny:
- G. P. Murdock

- T. Parsons

- Robert F. Bales

Významnou roli v sociologii rodiny měl také F. Le Play. 